# HD215766
HD215766 — подвійна зоря. 
Ця подвійна система має видиму зоряну величину в смузі V приблизно 5,7.
Вона розташована на відстані близько 259,9 світлових років від Сонця.

## Подвійна зоря
Головна зоря цієї системи належить до хімічно пекулярних зір й має спектральний клас B9.
В той же час спектральний клас іншої компоненти залишається  ще не визначеним.